# Фріц Монтаг
Фріц Франц Монтаг (нім. Fritz Franz Montag; 14 листопада 1896, Шермке — 20 лютого 1943, Полтава) — німецький політик і офіцер, оберфюрер СС.

## Біографія
Після закінчення народної школи в 1911/14 роках вивчав комерцію в Гамборні, після чого торгував зерному і колоніальними товарами. З 21 березня 1916 року брав участь у Першій світовій війні, єфрейтор кулеметних частин. 9 січня 1919 року звільнений у відставку.
В червні 1919 року вступив в Німецький народний союз оборони і наступу, в 1924 році — в Націонал-соціалістичну партію свободи, в 1925 році — в НСДАП (квиток №55 027), в 1927 році — в СА. 9 квітня 1920 року окружний суд Гайлігенштадта засудив Монтага до штрафу в розмірі 400 рейхсмарок за перевищення максимальної ціни при продажі ячменю. 1 жовтня 1931 року перейшов з СА в СС (посвідчення №27 558), допоміг заснувати відділення СС в Мекленбурзі. Працював в управління гау Мекенбург, особливо в сфері пропаганди, паралельно з роботою директора звидання газети «Нижньонімецький оглядач» (Niederdeutschen Beobachter). З 1935 року — голова Німецького робітничого фронту в гау Мекленбург. Під час виборів у рейхстаг 29 березня 1936 року безуспішно подав заявку на отримання мандату. З 1941 року і до кінця життя — комендант табору для молоді Фогельзанг. З 1942 року — економічний радник при гауляйтері Фрідріхові Гільдебрандті.
У складі військ СС брав участь у Німецько-радянській війні, остання посада — командир штабної роти. 9 лютого 1943 року зарахований в рейхстаг як заміна покійного депутата Карла Земанна. В середині лютого 1943 року, під час другої битви за Харків, він заїхав на мінне поле. Його доставили в шпиталь в Полтаві, де ампутували обидві ноги вище коліна, проте незабаром він помер від отриманих травм і був похований у Полтаві поруч з генералом піхоти Куртом фон Брізеном.

## Звання
- Штурмфюрер СА (квітень 1930)
- Штурмбанфюрер СА (травень 1931)
- Штурмбанфюрер СС (29 березня 1932)
- Штандартенфюрер СС (1 грудня 1932)
- Оберфюрер СС (30 січня 1939)
- Унтершарфюрер резерву військ СС (25 квітня 1941)
- Гауптшарфюрер резерву військ СС (1941)
- Унтерштурмфюрер резерву військ СС (3 грудня 1941)
- Оберштурмфюрер резерву військ СС (16 лютого 1943)

## Нагороди
- Залізний хрест 2-го класу
- Почесний партійний знак «Нюрнберг 1929»
- Загальний знак гау 1925 (1933)
- Почесний хрест ветерана війни з мечами
- Почесний кут старих бійців
- Золотий партійний знак НСДАП
- Цивільний знак СС (№9570)
- Медаль «За вислугу років у НСДАП» в бронзі та сріблі (15 років)
- Застібка до Залізного хреста 2-го класу
- Штурмовий піхотний знак в бронзі
- Залізний хрест 1-го класу
- Кримський щит (15 січня 1942)
- Хрест Воєнних заслуг 2-го і 1-го класу з мечами
- Орден Корони Румунії, офіцерський хрест з мечами